# بكتيريا صانعة الماء
بكتيريا صانعة الماء (بالإنجليزية: Aquificae)‏ هي شعبة من البكتيريا تضم مجموعة متنوعة من البكتيريا التي تعيش في ظروف بيئات قاسية . أعطي اسم (باللاتينية: Aquificae) لهذه الشعبة بناء على جنس (باللاتينية: Aquifex) الذي تم تحديده مبكراً داخل هذه المجموعة ويعني اسم الجنس صانعة الماء، هذه البكتيريا قادرة على إنتاج الماء عن طريق أكسدة الهيدروجين. تم العثور على هذه البكتيريا في الينابيع، وحمامات السباحة، والمحيطات، وهي بكتيريا عصوية سلبية الغرام غير بوغية ذاتية التغذية وهي مثبتات الكربون الأساسية في بيئاتها. هي بكتيريا حقيقية (نطاق بكتيريا) على عكس الكائنات الأخرى في البيئات القاسية (بكتيريا قديمة)

## التصنيف
- رتبة صانعيات الماء Aquificales
  - عائلة صانعات الماء Aquificaceae
  - عائلة مستحرات صانعات الماء Hydrogenothermaceae
- رتبة Desulfurobacteriales
  - عائلة Desulfurobacteriaceae
- رتبة Thermosulfidibacter